# Liste der Biografien/Stur
Liste der Biografien |
Portal Biografien |
Personensuche
# |
A |
B |
C |
D |
E |
F |
G |
H |
I |
J |
K |
L |
M |
N |
O |
P |
Q |
R |
S |
T |
U |
V |
W |
X |
Y |
Z |
?
 
Sa |
Sb |
Sc |
Sd |
Se |
Sf |
Sg |
Sh |
Si |
Sj |
Sk |
Sl |
Sm |
Sn |
So |
Sp |
Sq |
Sr |
Ss |
St |
Su |
Sv |
Sw |
Sy |
Sz
 
Sta |
Ste |
Sth |
Sti |
Stj |
Stl |
Sto |
Str |
Sts |
Stt |
Stu |
Stv |
Stw |
Sty
 
Stua |
Stub |
Stuc |
Stud |
Stue |
Stuf |
Stug |
Stuh |
Stui |
Stuj |
Stuk |
Stul |
Stum |
Stun |
Stup |
Stur |
Stus |
Stut |
Stuu |
Stuv |
Stuw |
Stux |
Stuy
Die Liste der Biografien führt alle Personen auf, die in der deutschsprachigen Wikipedia einen Artikel haben. Dieses ist eine Teilliste mit 393 Einträgen von Personen, deren Namen mit den Buchstaben „Stur“ beginnt.

## Stur
- Štúr, Dionýs (1827–1893), slowakischer Geologe und Paläontologe
- Štúr, Ľudovít (1815–1856), slowakischer Philologe, Schriftsteller und PolitikerĽudovít Štúr (1815–1856)

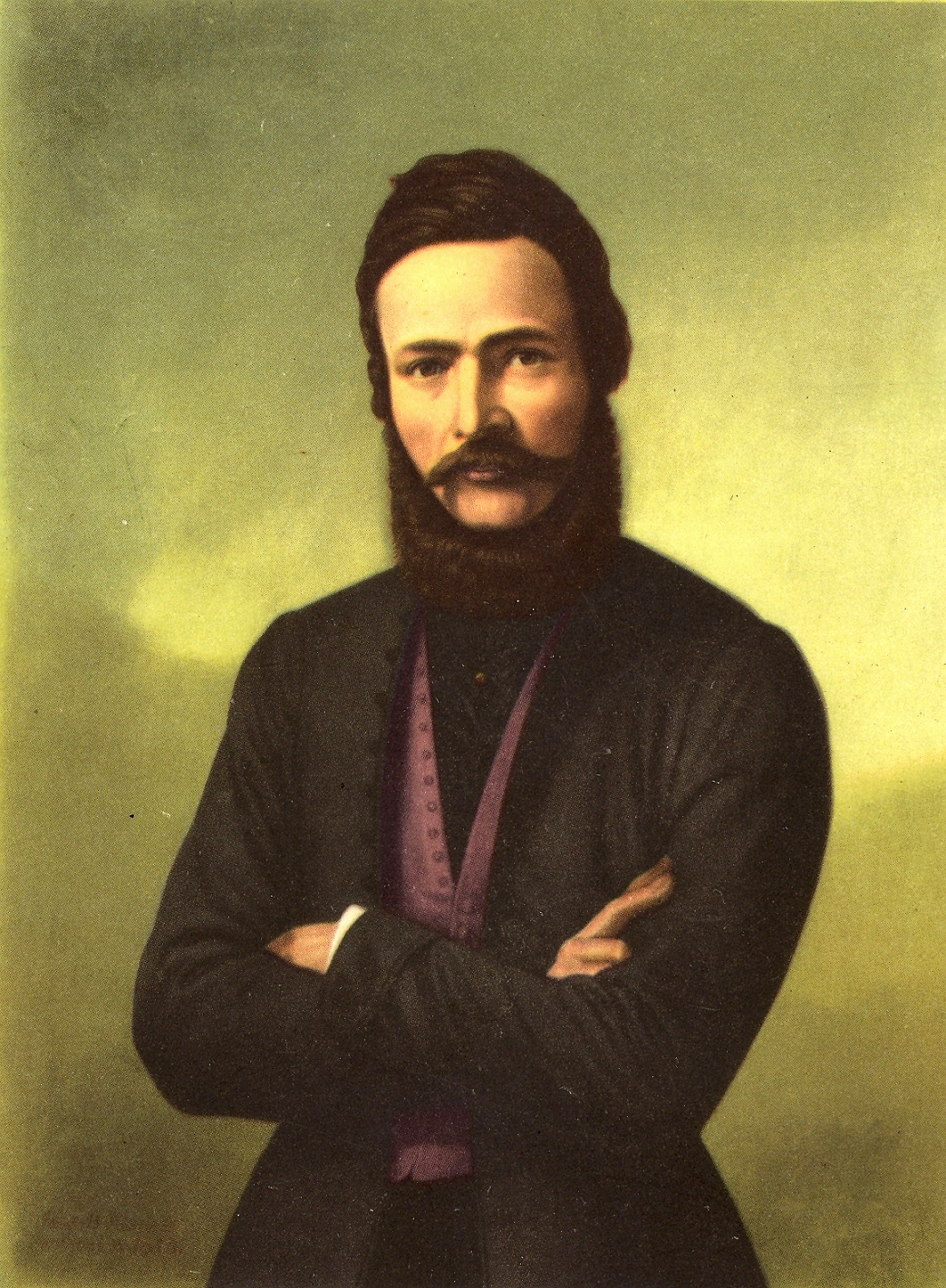
Ľudovít Štúr (1815–1856)

### Stura
- Stura-Cura, Beverly (* 1999), deutsche Drehbuchautorin
- Šturanović, Željko (1960–2014), montenegrinischer Politiker
- Sturany, Johann (1831–1912), österreichischer Architekt
- Sturany, Rudolf (1867–1935), österreichischer Malakologe
- Sturaro, Stefano (* 1993), italienischer Fußballspieler

### Sturc
- Šturc, Václav (1858–1939), tschechischer Politiker (KPTsch) und Journalist
- Stürchler, Albert (1914–2001), Schweizer Plastiker, Holzschneider und Zeichner
- Sturckow, Frederick W. (* 1961), US-amerikanischer Astronaut

### Sturd
- Sturdee, Frederik Doveton (1859–1925), britischer Vizeadmiral
- Sturdee, Vernon (1890–1966), australischer Generalleutnant
- Sturdefant, Erica (* 1991), US-amerikanische Schauspielerin und Model
- Sturdy, Robert (* 1944), britischer Politiker (Conservative Party), MdEP
- Sturdza, Alexandru (1791–1854), russischer Publizist und Diplomat moldauisch-rumänisch-griechischer Herkunft
- Sturdza, Constantin (* 1989), Schweizer Tennisspieler
- Sturdza, Dimitrie Alexandru (1833–1914), rumänischer Ministerpräsident
- Sturdza, Ioan (1760–1842), Herrscher des Fürstentums Moldau

### Sture
- Sture Ericsson, schwedischer Improvisationsmusiker (Saxophone, Klarinetten)
- Sture, Sten der Jüngere (1493–1520), Ritter und Reichsverweser des Schwedischen ReichesSten Sture der Jüngere (1493–1520)

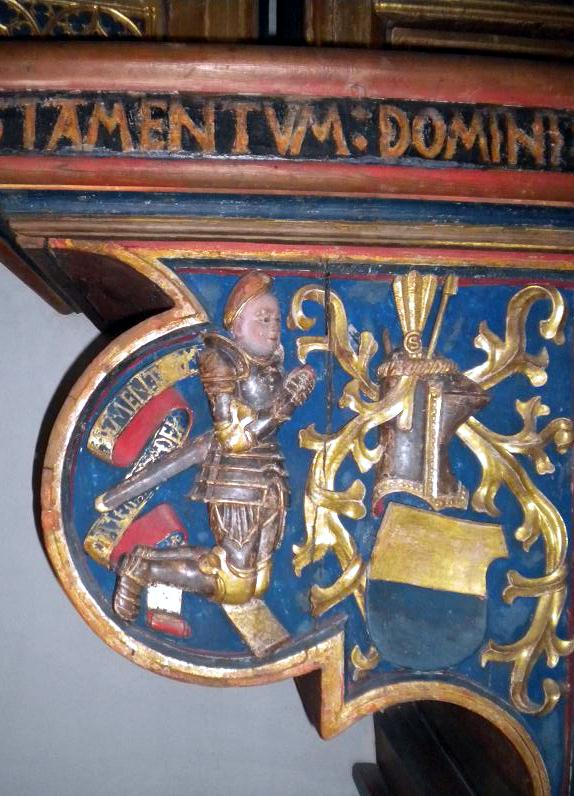
Sten Sture der Jüngere (1493–1520)

- Sture, Svante († 1512), schwedischer Politiker und Reichsverweser von Schweden
- Sture, Svante Stensson (1517–1567), schwedischer Staatsmann
- Sture, Sven, dänischer Militär
- Sturel, René (1885–1914), französischer Romanist und Renaissancespezialist
- Stürenburg, Caspar (1843–1909), deutscher Jurist und deutschamerikanischer Journalist und Autor
- Stürenburg, Christian Wilhelm Heinrich (1798–1866), deutscher Jurist und Politiker
- Stürenburg, Cirk Heinrich (1798–1858), deutscher Jurist
- Stürenburg, Diedrich Rudolf (1811–1856), deutscher Altphilologe und Lehrer
- Stürenburg, Heinrich (1847–1934), deutscher Altphilologe, Turnfunktionär, Wehrexperte und Pädagoge
- Stürenburg, Werner (* 1948), deutscher Maler, Bildhauer und Grafiker
- Stureson, Per (* 1948), schwedischer Autorennfahrer

### Sturg
- Sturge, William A. (1850–1919), englischer Mediziner und Archäologe
- Sturgeon, Daniel (1789–1878), US-amerikanischer Politiker
- Sturgeon, Nicola (* 1970), schottische Politikerin (SNP) und Erste Ministerin
- Sturgeon, Theodore (1918–1985), US-amerikanischer Science-Fiction-Autor
- Sturgeon, William (1783–1850), englischer Physiker und Erfinder, der die ersten Elektromagnete herstellte
- Sturges, Jock (* 1947), US-amerikanischer Fotograf
- Sturges, John (1910–1992), US-amerikanischer Filmregisseur und Filmproduzent
- Sturges, Jonathan (1740–1819), US-amerikanischer Politiker
- Sturges, Lewis B. (1763–1844), US-amerikanischer Politiker
- Sturges, Preston (1898–1959), US-amerikanischer Drehbuchautor und Regisseur
- Sturges, Shannon (* 1968), US-amerikanische Schauspielerin und Schauspiellehrerin
- Sturgess, Colin (* 1968), britischer Radrennfahrer
- Sturgess, Eric (1920–2004), südafrikanischer Tennisspieler
- Sturgess, Jim (* 1978), britischer SchauspielerJim Sturgess (* 1978)

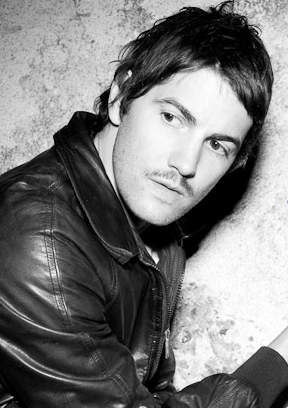
Jim Sturgess (* 1978)

- Sturgis, Frank (1924–1993), amerikanischer Einbrecher in der „Watergate-Affäre“
- Sturgis, Guy H. (1877–1951), US-amerikanischer Richter und Politiker
- Sturgis, Howard O. (1855–1920), US-amerikanischer Schriftsteller
- Sturgis, Joey (* 1985), US-amerikanischer Musikproduzent
- Sturgis, Russell (1836–1909), US-amerikanischer Architekt und Architekturhistoriker
- Sturgis, Samuel D. III (1897–1964), US-amerikanischer Offizier, Generalleutnant der US-Army
- Sturgis, Samuel Davis (1822–1889), amerikanischer Offizier, General der Nordstaaten
- Sturgis, Ted (1913–1995), US-amerikanischer Jazzmusiker (Kontrabass, auch E-Bass, Gitarre, Tenorsaxophon)
- Sturgiss, George Cookman (1842–1925), US-amerikanischer Politiker
- Stürgkh auf Plankenwarth, Christoph († 1594), Erzherzoglicher Rat und Gutsbesitzer
- Stürgkh, Anna (* 1994), österreichische Politikerin (Neos)Anna Stürgkh (* 1994)

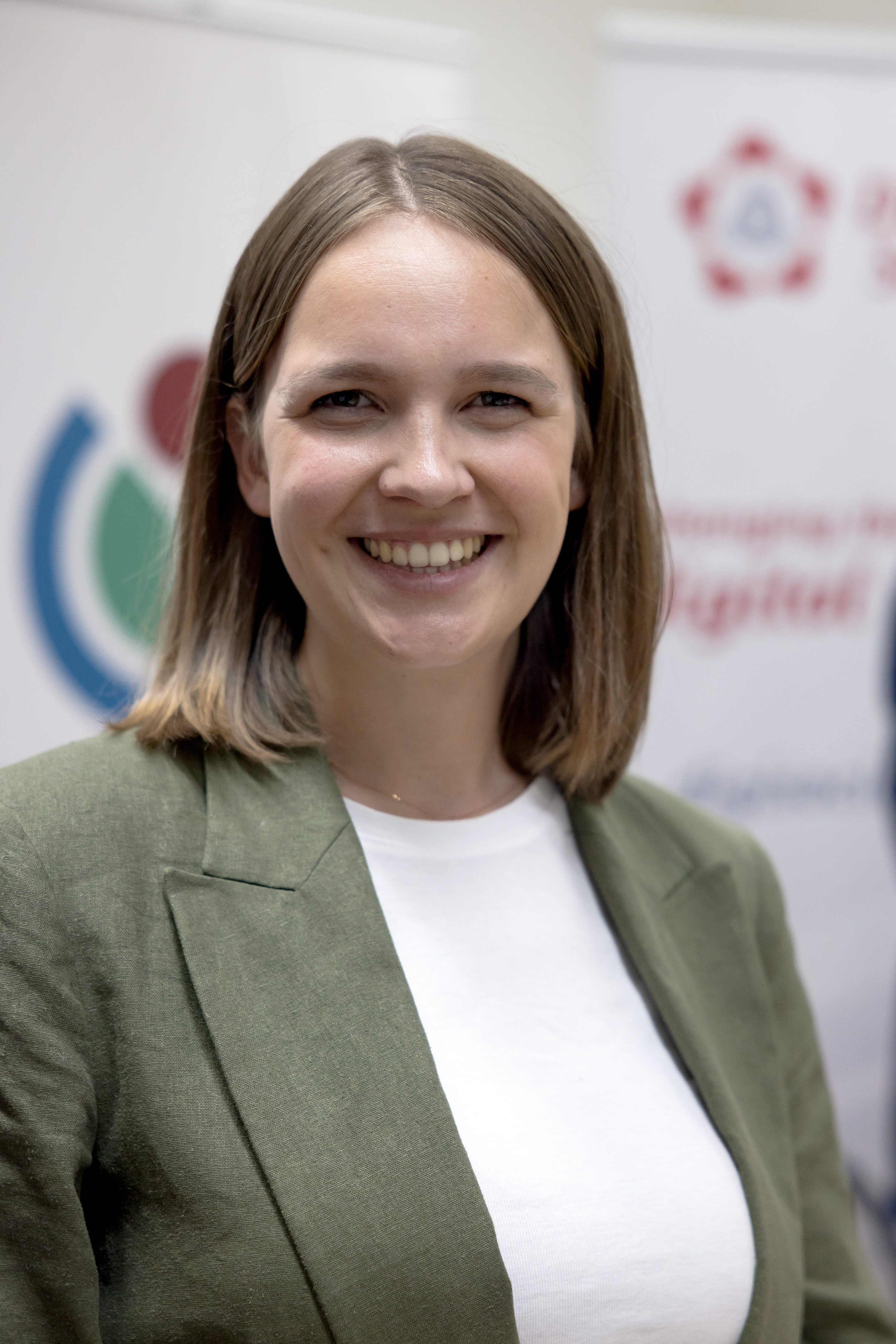
Anna Stürgkh (* 1994)

- Stürgkh, Barthold (1898–1965), österreichischer Landwirt und Politiker (CS, VF, ÖVP), Abgeordneter zum Nationalrat
- Stürgkh, Georg († 1547), Bürgermeister von Graz, Stammvater der Adelsfamilie Stürgkh
- Stürgkh, Karl (1859–1916), österreichischer Politiker und Ministerpräsident
- Stürgkh, Melanie (1898–1992), österreichische Malerin

### Sturi
- Stürickow, Regina (* 1958), deutsche Roman- und Sachbuch-Autorin
- Sturing, Edward (* 1963), niederländischer Fußballspieler und -trainer
- Sturing, Frank (* 1997), kanadischer Fußballspieler
- Stūriška, Veronika (* 2005), lettische Radrennfahrerin

### Sturk
- Stürken, Alfred C. (1868–1925), deutscher Kaufmann und Politiker, MdHB
- Stürken, Nicolas (1812–1886), deutscher Kaufmann und Politiker, MdHB
- Stürken, Otto (1856–1923), deutscher Jurist und Beamter
- Stürken, Otto (1898–1979), deutscher Bankier
- Sturkie, Dan (1924–1992), US-amerikanischer Schauspieler und Synchronsprecher

### Sturl
- Sturla Ásgeirsson (* 1980), isländischer Handballspieler
- Sturla Berhouet, Daniel Fernando (* 1959), uruguayischer Ordensgeistlicher, Erzbischof von Montevideo
- Sturla Snær Snorrason (* 1994), isländischer Skirennläufer
- Sturla Þórðarson (1214–1284), isländischer Schriftsteller und Skalde
- Sturla, Eduardo (* 1974), argentinischer Triathlet
- Sturla, Salvador (1891–1975), dominikanischer Musiker und Komponist
- Sturla, Shana (* 1975), US-amerikanische Toxikologin
- Stürler, Abraham († 1624), Schweizer Magistratsperson
- Stürler, Albrecht († 1748), Schweizer Architekt
- Stürler, Anton Ludwig († 1797), Berner Offizier und Magistrat
- Stürler, Arthur von (1874–1934), Schweizer Unternehmer, Offizier und Gutsbesitzer
- Stürler, Carl Ludwig (1719–1795), bernischer Schultheiss und Offizier in Frankreich
- Stürler, Daniel († 1746), Schweizer Architekt
- Stürler, Helene Escher-von (1873–1908), Berner Patrizierin
- Stürler, Johann Rudolf (1722–1784), Berner Offizier und Magistrat
- Stürler, Johann Rudolf von (1771–1861), Schweizer Politiker und Gutsbesitzer
- Stürler, Johannes (1600–1676), Schweizer Offizier und Magistrat
- Stürler, Ludwig Niklaus von (1784–1825), bernischer Bauamtsschreiber und Offizier in Russland
- Stürler, Ludwig Samuel (1768–1840), Schweizer Architekt
- Stürler, Moritz von (1807–1882), Schweizer Historiker und Staatsschreiber
- Stürler, Peter David (1700–1744), Berner Offizier und Magistrat
- Stürler, Rudolf Gabriel von († 1832), Berner Politiker und Gutsbesitzer
- Stürler, Vinzenz (1662–1734), Berner Offizier und Magistrat
- Sturlese, Loris (* 1948), italienischer Philosoph
- Sturlese, Patricio (* 1973), argentinischer Schriftsteller
- Sturley, Philip (* 1950), britischer Offizier der Luftstreitkräfte des Vereinigten Königreichs

### Sturm
- Sturm von Sturmeck, Jakob (1489–1553), reformierter Bürgermeister von Straßburg
- Sturm von Sturmeck, Jakob († 1633), Ratsherr und Kanzler der Universität Straßburg
- Sturm, Alexander (1901–1973), deutscher Arzt
- Sturm, Alfred (1888–1962), deutscher Generalleutnant der Luftwaffe im Zweiten Weltkrieg
- Sturm, Almut (* 1941), deutsche Tennisspielerin
- Sturm, Andreas (* 1968), deutscher Internist und Hochschullehrer
- Sturm, Andreas (* 1972), deutscher Jurist und Richter am Bundesgerichtshof
- Sturm, Andreas (* 1974), deutscher katholischer Geistlicher, ehemaliger Generalvikar des Bistums SpeyerAndreas Sturm (* 1974)

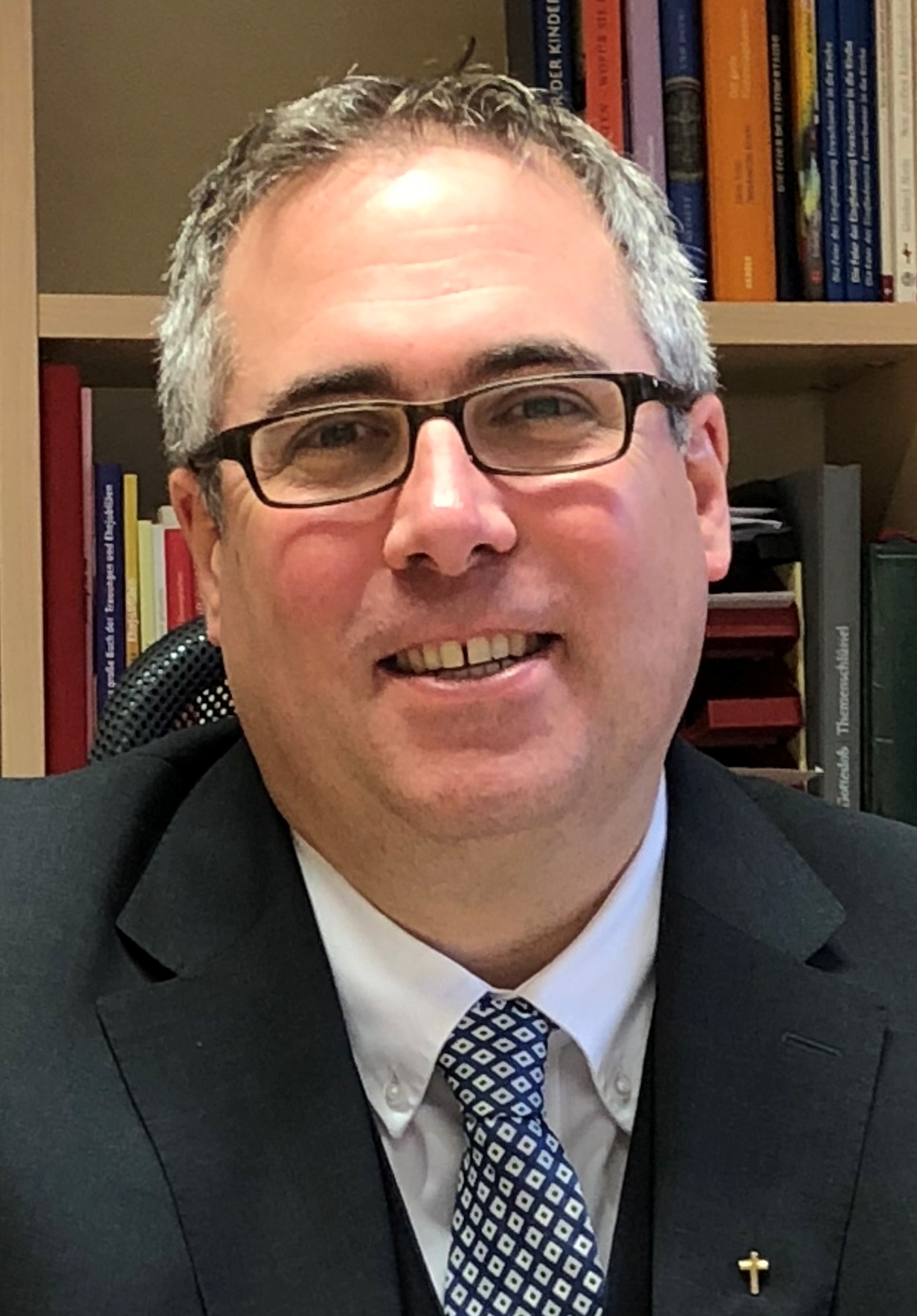
Andreas Sturm (* 1974)

- Sturm, Andreas (* 1986), deutscher Politiker (CDU) und Autor, MdL
- Sturm, Angelus (1886–1968), deutscher Ordensgeistlicher und Heimatforscher
- Sturm, Anja (* 1970), amerikanisch-deutsche Rechtsanwältin
- Sturm, Anja Karin (* 1975), deutsche Mathematikerin und Hochschullehrerin
- Sturm, Anna Maria (* 1982), deutsche SchauspielerinAnna Maria Sturm (* 1982)

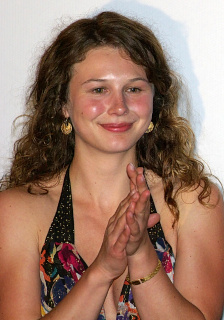
Anna Maria Sturm (* 1982)

- Sturm, Annalena, deutsche Ju Jutsu-Sportlerin
- Sturm, Anton (1686–1752), deutscher Maler, Zeichner und Haarhändler
- Sturm, Anton (1690–1757), Bildhauer des Barock und Rokoko im Allgäu
- Sturm, August (1852–1923), deutscher Dichter und Schriftsteller
- Sturm, August (1912–1990), österreichischer Turner
- Sturm, Beata (1682–1730), württembergische Pietistin
- Sturm, Bertram von († 1639), kaiserlicher Beamter im Dreißigjährigen Krieg
- Sturm, Borut Marjan (* 1951), österreichischer Volksgruppenpolitiker
- Sturm, Bruno Adolph (1815–1885), Jurist und Abgeordneter in der Frankfurter Nationalversammlung
- Sturm, Charles-François (1803–1855), schweizerisch-französischer Mathematiker
- Sturm, Christa (* 1966), deutsche Kunstpädagogin, Kunsthistorikerin und Künstlerin
- Sturm, Christian (1597–1628), Mathematiker und Hochschullehrer
- Sturm, Christian (* 1978), deutscher Opernsänger (Tenor)
- Sturm, Christoph Christian (1740–1786), lutherischer Theologe
- Sturm, Daniel (1602–1652), deutscher Jurist und Notar
- Sturm, Daniel (* 1977), deutscher Politiker (CDU), MdL
- Sturm, Daniel Friedrich (* 1973), deutscher Journalist und Publizist
- Sturm, Dieter (* 1936), deutscher Dramaturg
- Sturm, Eberhardt (1889–1973), deutscher Industrieller
- Sturm, Eduard (1830–1909), österreichisch-mährischer Jurist und Politiker
- Sturm, Eduard (1845–1920), deutscher Gutsbesitzer und Abgeordneter
- Sturm, Eduard (1885–1952), deutscher Bühnenbildner
- Sturm, Emil (1910–1991), österreichischer evangelisch-lutherischer Theologe
- Sturm, Erdmann (* 1937), deutscher Theologe
- Sturm, Erko (* 1964), deutscher Pfarrer, Buchautor, Musiker und MusikwissenschaftlerErko Sturm (* 1964)

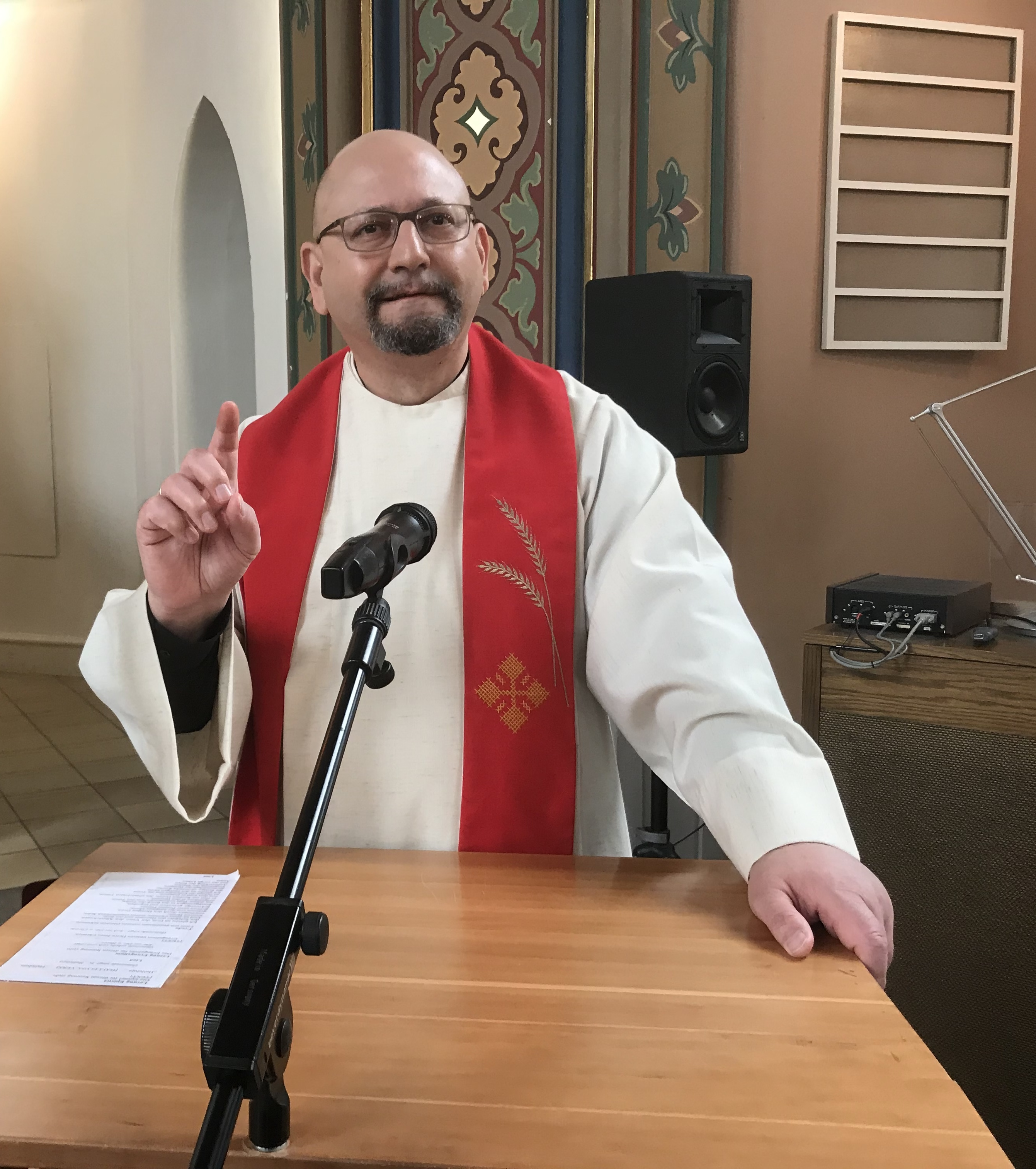
Erko Sturm (* 1964)

- Sturm, Ernst Friedrich (1829–1876), deutscher Gymnasialprofessor, Erzähler, Dichter und Übersetzer
- Sturm, Erwin (1927–2016), deutscher Heimatforscher
- Sturm, Eva (* 1962), Kunstpädagogin, Museumspädagogin und Germanistin
- Sturm, Felix (* 1979), deutscher BoxerFelix Sturm (* 1979)

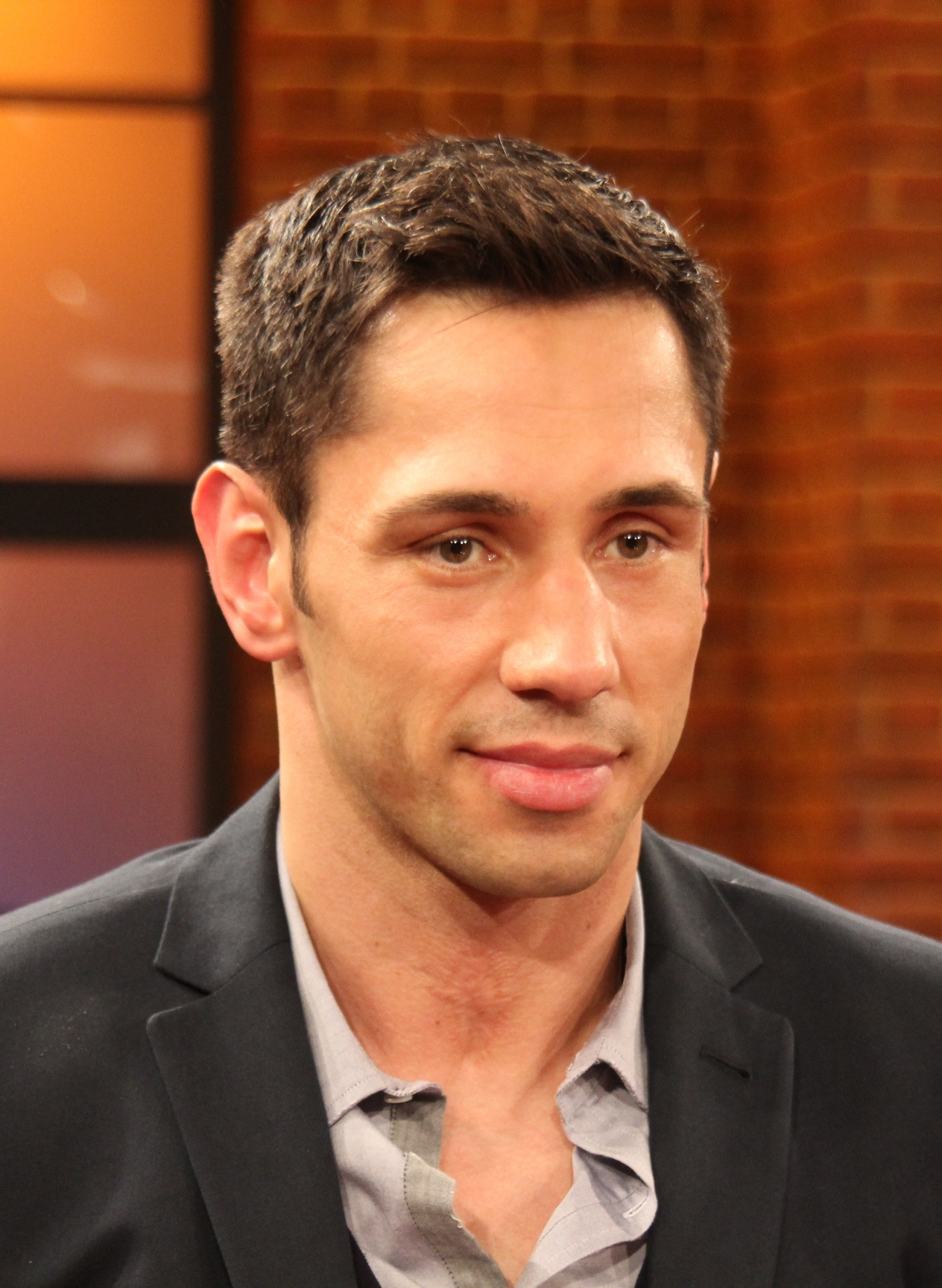
Felix Sturm (* 1979)

- Sturm, Florian (* 1982), österreichischer Fußballspieler
- Sturm, Fred (1951–2014), amerikanischer Jazz- und Fusionmusiker (Posaune, Komposition, Arrangement)
- Sturm, Friedhelm (* 1955), deutscher Fußballspieler
- Sturm, Friedrich (1805–1862), deutscher Kupferstecher und Ornithologe
- Sturm, Friedrich (1823–1898), österreichischer Dekorations- und Blumenmaler
- Sturm, Friedrich, deutscher Maschineneinbauer, Mühlenbauer, Instrumentenbauer
- Sturm, Fritz (1834–1906), deutscher Landschafts- und Marinemaler
- Sturm, Fritz (1884–1937), deutscher Publizist und Politiker
- Sturm, Fritz (1929–2015), deutscher Jurist, Hochschullehrer
- Sturm, Georg (1855–1923), österreichischer Dekorationsmaler
- Sturm, Georg Christoph, deutscher Architekt und Braunschweiger Hofbaumeister
- Sturm, Gottfried (1923–2018), deutscher Slawist
- Sturm, Hanna (1891–1984), österreichische politische Aktivistin (SDAP/KPÖ) und Widerstandskämpferin gegen den Nationalsozialismus
- Sturm, Hans, Anhänger der Täuferbewegung
- Sturm, Hans (1874–1933), deutscher Schauspieler, Drehbuchautor, Bühnenregisseur und Schriftsteller
- Sturm, Hans (1935–2007), deutscher Fußballspieler
- Stürm, Hans (1942–2002), Schweizer Kameramann und Filmproduzent
- Sturm, Hans (* 1960), amerikanischer Kontrabassist
- Sturm, Harald (* 1956), deutscher Motorradsportler und viermaliger EnduroeuropameisterHarald Sturm (* 1956)

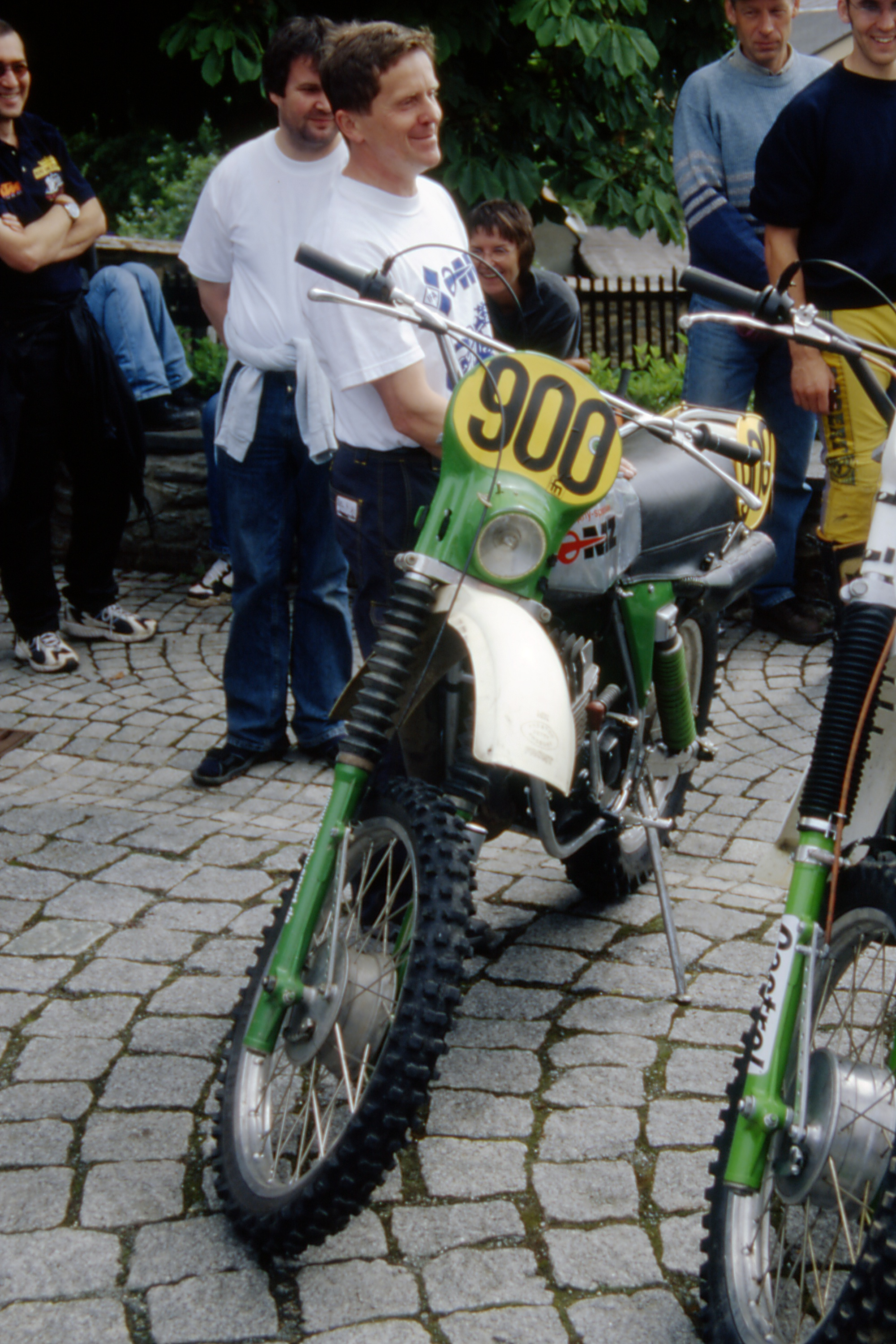
Harald Sturm (* 1956)

- Sturm, Harry (1912–1977), deutscher SS-Hauptsturmführer und Kriegsverbrecher
- Sturm, Heinrich (1860–1917), deutscher Politiker, Oberbürgermeister von Chemnitz (1908–1917)
- Sturm, Helmut (* 1920), deutscher Fußballspieler
- Sturm, Helmut (1929–2015), deutscher Zoologe und Hochschullehrer
- Sturm, Helmut (1932–2008), deutscher Maler
- Sturm, Heribert (1904–1981), tschechoslowakisch-deutscher Stadtarchivar und Museumsleiter
- Sturm, Heribert (1934–2020), deutscher Künstler und Hochschullehrer
- Sturm, Hermann (1921–1984), österreichischer SS-Oberscharführer
- Sturm, Hertha (1925–1998), deutsche Kommunikationspsychologin und Medienpädagogin
- Sturm, Herwig (* 1942), österreichischer Bischof der Evangelischen Kirche A. B.
- Sturm, Hilda (1909–1992), deutsche Skirennläuferin und Model
- Sturm, Hilmar (1939–1982), österreichischer Bergsteiger
- Sturm, Horst (1923–2015), deutscher Fotograf
- Sturm, Hubert (* 1934), deutscher Judoka
- Sturm, Irene Maria (* 1953), deutsche Politikerin (Bündnis 90/Die Grünen), MdL
- Sturm, Jacob (1771–1848), deutscher Kupferstecher und Naturforscher
- Sturm, Jan (* 2004), österreichischer Fußballspieler
- Sturm, Jan-Egbert (* 1969), niederländischer Ökonom und Hochschullehrer
- Sturm, Joel (* 2001), deutscher Autorennfahrer
- Sturm, Johann Christoph (1635–1703), deutscher Astronom und Mathematiker
- Sturm, Johann Georg (1742–1793), deutscher Kupferstecher
- Sturm, Johann Sigismund von (1661–1719), neumärkischer Regierungsrat, Hof- und Kammergerichtspräsident
- Sturm, Johann von (1839–1900), österreichischer Offizier, zuletzt im Rang eines Generalmajors
- Sturm, Johann Wilhelm (1808–1865), deutscher Botaniker, Ornithologe und Kupferstecher
- Sturm, Johannes (1507–1589), deutscher protestantischer Gelehrter und Pädagoge
- Sturm, Johannes (1570–1625), deutscher Mediziner und Logiker
- Sturm, Johannes (1856–1929), deutscher Militärjurist
- Sturm, Josef (1885–1944), österreichischer Geistlicher und Politiker (CSP), Mitglied des Bundesrates
- Sturm, Joseph (1888–1962), deutscher Politiker (BVP), MdR
- Sturm, Joshua (* 2001), österreichischer Skirennläufer
- Sturm, Julius (1816–1896), deutscher Dichter der Spätromantik
- Sturm, Jürgen (* 1954), deutscher Gitarrist, Komponist und Bandleader
- Sturm, Kai (* 1960), deutscher Medienmanager
- Sturm, Karl (1878–1960), deutscher Jurist, Mitglied des Provinziallandtages der Provinz Hessen-Nassau
- Sturm, Karl (1935–2017), deutscher Schauspieler und Synchronsprecher
- Sturm, Karl August Gottlieb (1803–1886), deutscher Typograf, Schulmeister, Kantor, Chronist und Zeichner
- Sturm, Karl Christian Gottlob (1780–1826), deutscher Ökonom und Professor für Landwirtschaft
- Sturm, Karl-Heinz (* 1924), deutscher Tennisspieler und Sportfunktionär, Präsident des Deutschen Tennis-Verbandes der DDR (DTV)
- Sturm, Karl-Theodor (* 1960), deutscher Mathematiker
- Sturm, Karsten (* 1953), deutscher Schriftsteller
- Sturm, Kaspar (1475–1552), kaiserlicher Reichsherold, der Martin Luther auf seiner Reise zum Reichstag zu Worms (1521) und zurück schützte und unterstützte
- Sturm, Kaspar, deutscher Organist und Orgelbauer
- Sturm, Kaspar († 1628), deutscher reformierter Theologe und Hochschullehrer
- Sturm, Kirsten (* 1978), deutsche Organistin, Pianistin und Kirchenmusikerin
- Sturm, Klaus (1934–2023), deutscher evangelischer Theologe
- Sturm, Lacey (* 1981), US-amerikanische Sängerin
- Sturm, Leon (* 2001), deutscher Pokerspieler
- Sturm, Leonhard Christoph (1669–1719), deutscher Architekturtheoretiker und Baumeister
- Sturm, Ludwig (1844–1926), deutscher Porträt- und Porzellanmaler
- Sturm, Ludwig (1878–1967), österreichischer Maler und Restaurator
- Sturm, Luisa (* 1974), deutsche Romanautorin mit italienischen Wurzeln
- Sturm, Marcel (1905–1950), französischer Militärpfarrer
- Sturm, Marco (* 1978), deutscher Eishockeyspieler und -trainerMarco Sturm (* 1978)

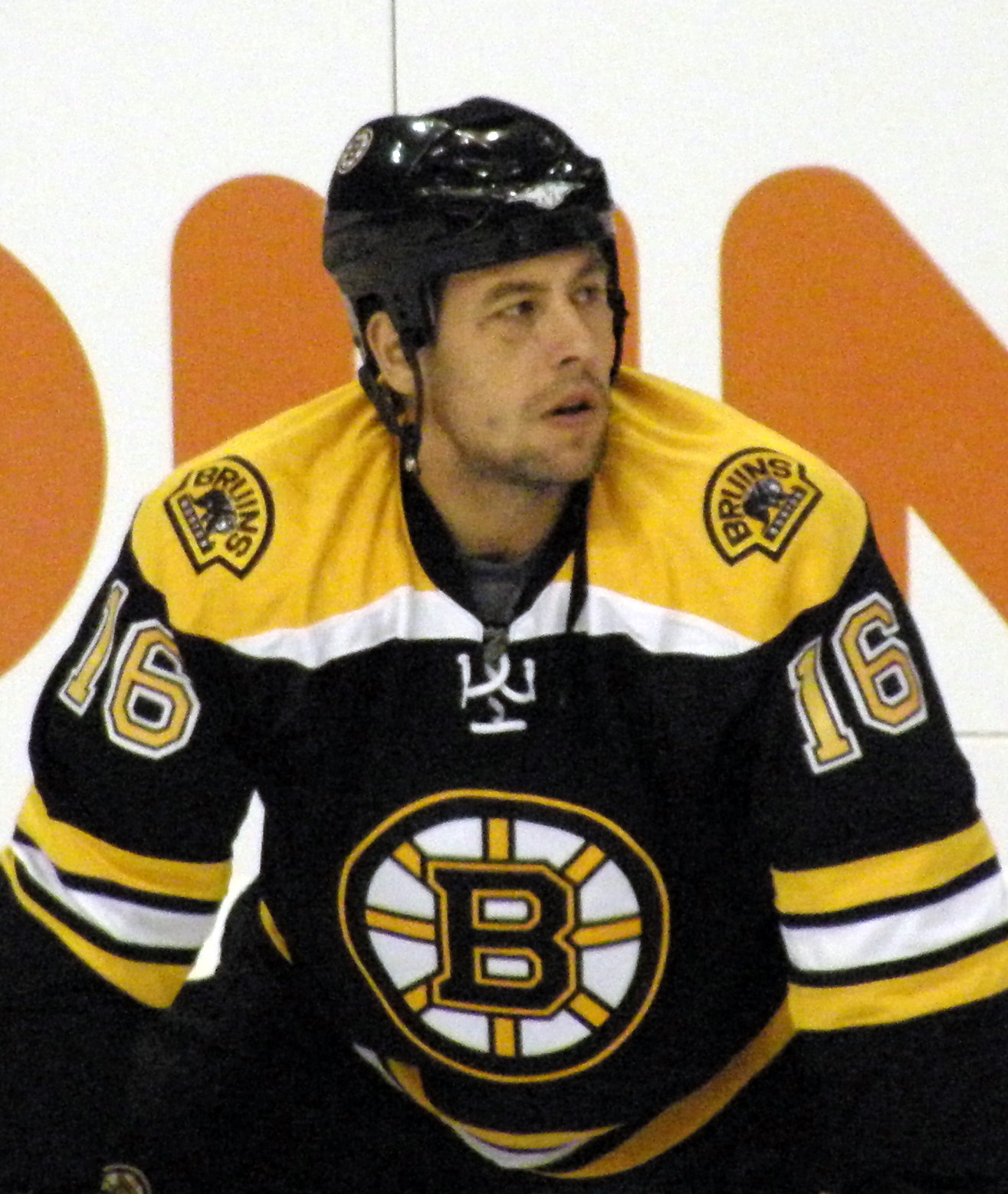
Marco Sturm (* 1978)

- Sturm, Maria (1913–1996), österreichische Malerin
- Sturm, Maria (1935–2019), deutsche Leichtathletin
- Sturm, Martin (* 1992), deutscher Organist und Hochschullehrer
- Sturm, Matthias (* 1969), deutscher Bildender Künstler und Avantgarde-Musiker
- Sturm, Max (1891–1958), deutscher Dirigent, Komponist und Musikpädagoge
- Sturm, Michael (* 1963), deutscher Opernregisseur
- Sturm, Michael (* 1972), deutscher Historiker
- Sturm, Nico (* 1995), deutscher EishockeyspielerNico Sturm (* 1995)

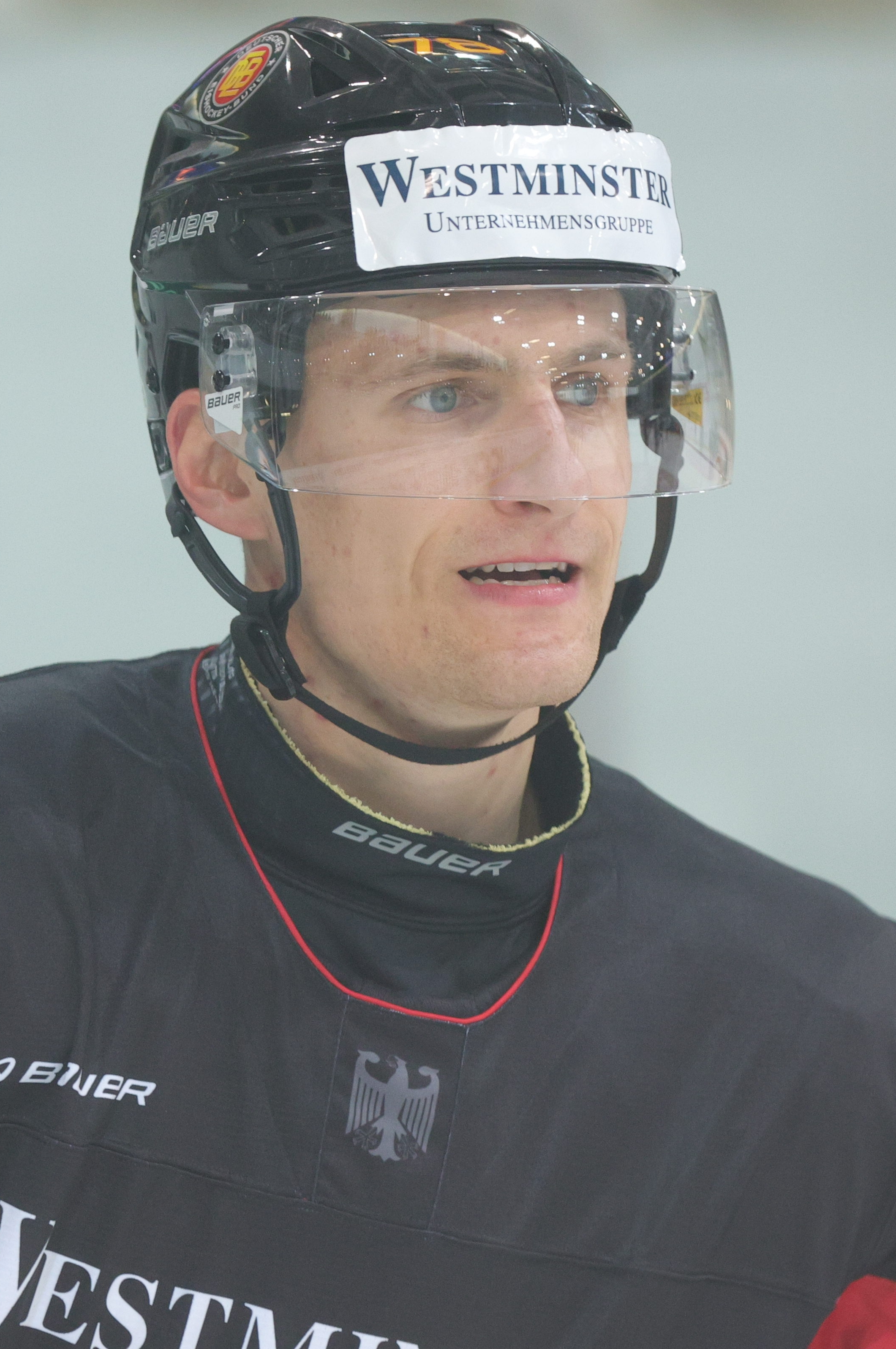
Nico Sturm (* 1995)

- Sturm, Nicolas (* 1982), deutscher Musiker, Sänger und Gitarrist
- Sturm, Oliver (* 1959), deutscher Theater- und Hörspielregisseur
- Sturm, Oliver (* 1971), deutscher Fußballspieler
- Sturm, Ortrud (* 1959), deutsche Bildhauerin
- Sturm, Paul (1891–1964), deutscher Philosoph und Theologe
- Šturm, Pavle Jurišić (1848–1922), Generalfeldmarschall im Königreich Serbien während der Balkankriege
- Sturm, Peter (1909–1984), österreichischer Schauspieler, Kommunist und Widerstandskämpfer gegen den Nationalsozialismus
- Sturm, Philipp (* 1999), österreichischer Fußballspieler
- Sturm, Ralf (* 1968), deutscher Fußballspieler
- Sturm, Reiner (1950–2003), deutscher Serienmörder
- Sturm, Robert (1935–1994), deutscher Bildhauer, Keramiker und Hochschullehrer
- Sturm, Roland (* 1953), deutscher Politikwissenschaftler
- Sturm, Ronja Fini (* 1995), deutsche Ruderin
- Sturm, Ruben Johannes (* 1979), deutscher Organist und Komponist
- Sturm, Rudolf (1841–1919), deutscher Mathematiker
- Sturm, Sebastian (* 1980), deutscher Reggae-MusikerSebastian Sturm (* 1980)

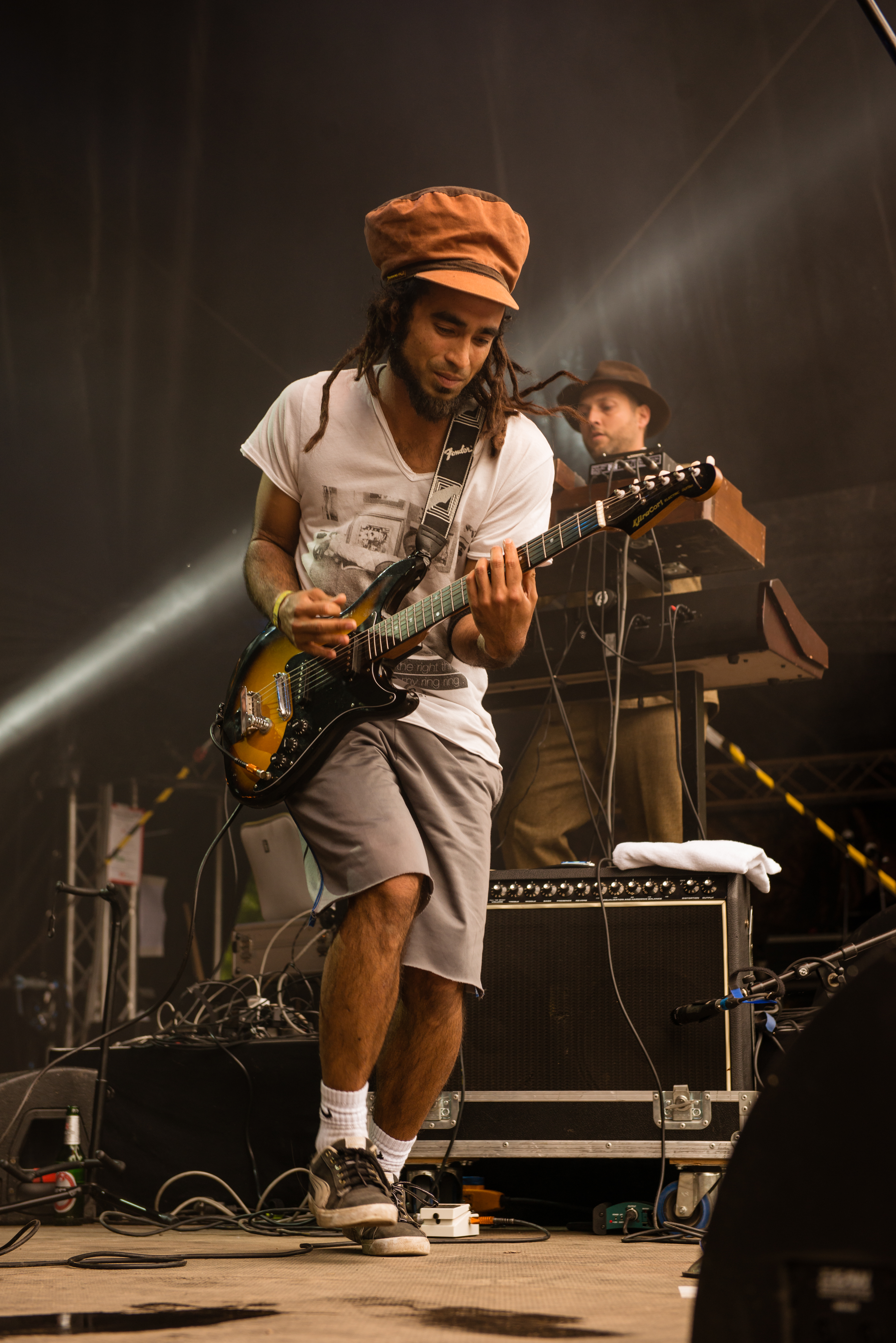
Sebastian Sturm (* 1980)

- Stürm, Simon (* 1973), Schweizer Ruderer
- Sturm, Sören (* 1989), deutscher Eishockeyspieler
- Sturm, Stephan (* 1963), deutscher Manager
- Sturm, Stephanie (* 1979), deutsche Musicaldarstellerin
- Sturm, Urban († 1565), deutscher Dichter, Rhetoriker und Musiker
- Sturm, Victoria (* 1973), deutsche Filmschauspielerin und Synchronsprecherin
- Sturm, Vilma (1912–1995), deutsche Schriftstellerin und Journalistin
- Stürm, Walter (1942–1999), Schweizer Ausbrecherkönig (1970er- bis 1990er-Jahre)
- Sturm, Wilfried (* 1958), deutscher Theologe und Professor für Systematische Theologie in pastoraler Praxis
- Sturm, Wilhelm (1889–1957), deutscher Politiker (BP), MdL Bayern
- Sturm, Wilhelm (1940–1996), deutscher Fußballspieler
- Sturm, Willi (1928–1993), deutscher Wasserballspieler
- Sturm, Wolf (1921–2013), deutscher Arbeitsmediziner
- Sturm, Wolfgang (1927–2015), deutscher Lebensmittelchemiker
- Sturm, Yann (* 2005), deutscher Fußballspieler
- Sturm, Yfke (* 1981), niederländisches Supermodel
- Sturm-Berger, Michael (* 1958), deutscher Prähistoriker
- Sturm-Francke, Renate (1903–1979), deutsche Museumsleiterin, Bodendenkmalpflegerin und Heimatforscherin
- Sturm-Lindner, Elsa (1916–1988), deutsche Porträt- und Tiermalerin, Grafikerin und Pressezeichnerin
- Sturm-Schnabl, Katja (* 1936), österreichische Sprach- und Literaturwissenschafterin
- Sturm-Willms, Christian (* 1987), deutscher Sternekoch
- Sturm-Wittrock, Rut (1922–1997), deutsche Verwaltungs- und Verfassungsrichterin
- Sturma, Dieter (* 1953), deutscher Philosoph
- Sturma, Leopold (1896–1965), österreichischer Rechtsanwalt und Politiker (NSDAP)
- Sturman, Rivka (1903–2001), israelisch-palästinensische Tanzpädagogin und Choreographin
- Stürmann, Josef (1906–1959), deutscher Universitätsprofessor und Politiker (BVP, CSU), MdL Bayern
- Sturmann, Manfred (1903–1989), deutsch-israelischer Schriftsteller
- Sturmberger, Armin (1891–1973), österreichischer Architekt
- Sturmberger, Gerhard (1940–1990), österreichischer Fußballspieler
- Sturmberger, Hans (1914–1999), österreichischer Historiker und Archivar
- Sturmberger, Mathias († 1691), österreichischer Bildhauer
- Sturmbusch, Peter (1884–1942), österreichischer Schriftsteller
- Stürmer, Bartholomäus von (1787–1863), österreichischer Diplomat und Staatsmann
- Stürmer, Boris Wladimirowitsch (1848–1917), russischer StaatsmannBoris Wladimirowitsch Stürmer (1848–1917)

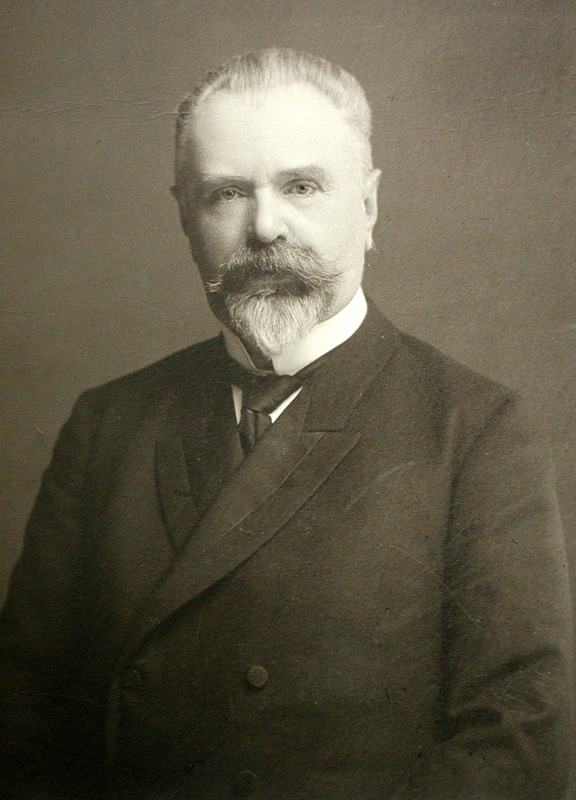
Boris Wladimirowitsch Stürmer (1848–1917)

- Stürmer, Bruno (1892–1958), deutscher Komponist und Musiklehrer
- Stürmer, Christina (* 1982), österreichische Pop-Rock-Sängerin
- Stürmer, Franziska (* 1986), deutsche Schauspielerin
- Stürmer, Gustav Adolf (1817–1895), königlich preußischer Generalmajor und zuletzt Inspekteur der 6. Festungsinspektion
- Stürmer, Hans-Dieter (1950–2013), deutscher Politiker (Bündnis 90/Die Grünen), MdL
- Stürmer, Harry, deutscher Zeitungskorrespondent und Buchautor
- Stürmer, Heinrich (1775–1857), deutscher Maler
- Stürmer, Helmut (* 1942), deutscher Bühnenbildner und Kostümbildner
- Stürmer, Ignaz von († 1829), österreichischer Diplomat und Orientalist
- Stürmer, Jan (* 1974), deutscher Gitarrist, Sänger und Komponist
- Sturmer, Johann (1675–1729), mährischer Bildhauer
- Stürmer, Johann Baptist von (1777–1856), bayerischer Beamter
- Stürmer, Johann Nicolaus (1764–1847), Politiker Freie Stadt Frankfurt
- Stürmer, Julius (1915–2011), deutscher Grafiker, Maler und Autor
- Stürmer, Karl (1803–1881), deutscher Freskenmaler
- Stürmer, Klaus (1935–1971), deutscher FußballspielerKlaus Stürmer (1935–1971)

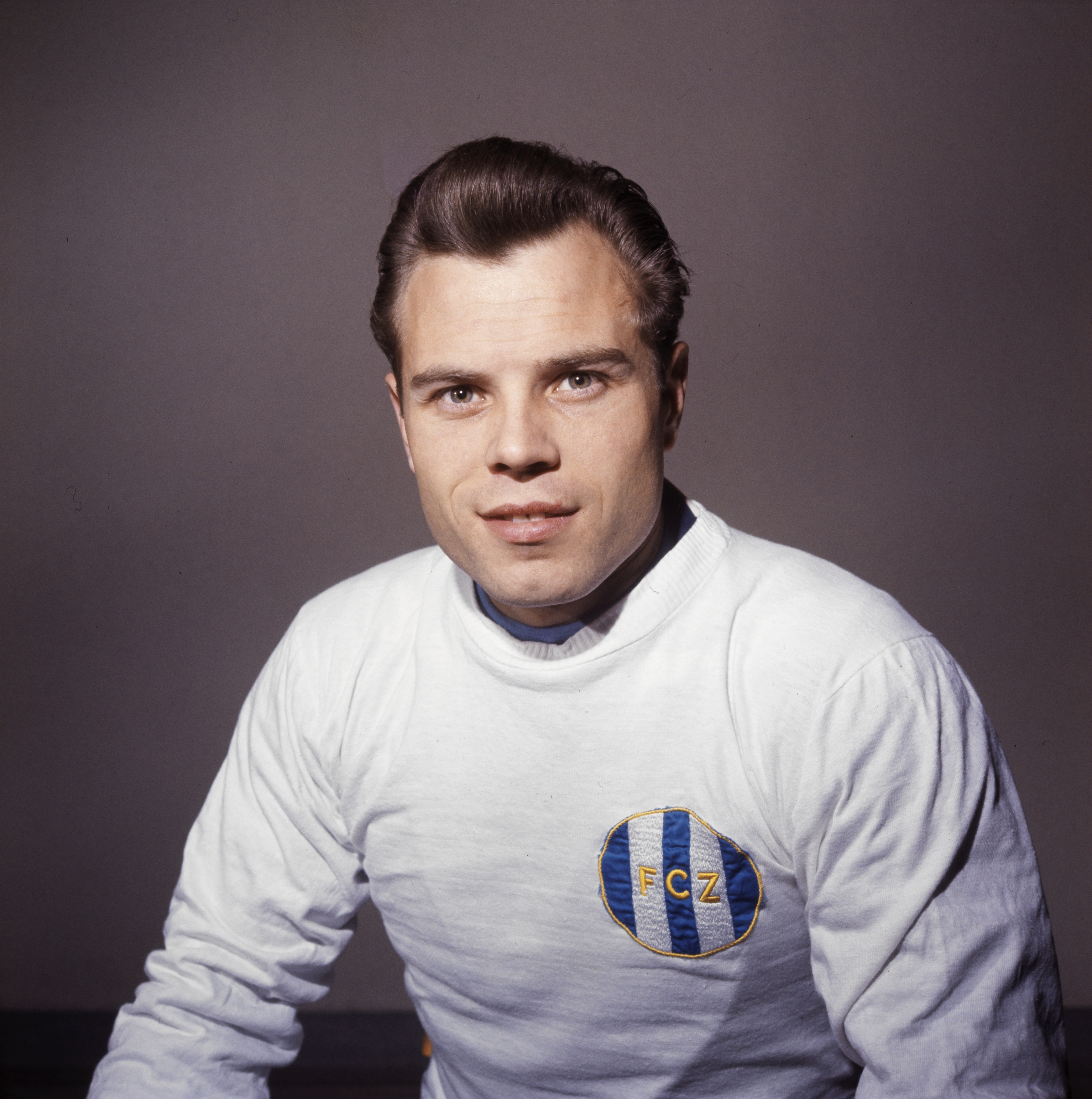
Klaus Stürmer (1935–1971)

- Stürmer, Kurt (1926–2009), deutscher Eishockeyspieler (DDR)
- Sturmer, Martin (* 1971), österreichischer Afrikanist, PR-Berater und Universitätslektor
- Stürmer, Michael (* 1938), deutscher Historiker und Journalist
- Sturmer, Richard von (* 1957), Dichter, bildender Künstler, Bühnenschriftsteller, Filmemacher und Musiker
- Stürmer, Stefan (* 1970), deutscher Psychologe
- Stürmer, Susanne (* 1963), deutsche Volkswirtin, Managerin und Universitätspräsidentin
- Stürmer, Veit (1957–2013), deutscher Klassischer Archäologe
- Stürmer, Werner (1925–1988), deutscher Künstler und Forscher
- Stürmer, Wilhelm (1812–1885), deutscher Bildhauer
- Stürmer-Alex, Erika (* 1938), deutsche Malerin und Grafikerin
- Sturmfeder von Oppenweiler, Marsilius Franz (1674–1744), südwestdeutscher Adeliger
- Sturmfeder, Burkhardt († 1364), württembergischer Ritter
- Sturmfeder, Franz Friedrich von (1758–1828), deutscher katholischer Geistlicher
- Sturmfeder, Franz Georg Ernst von (1727–1793), kurpfälzischer Adeliger und Hofbeamter
- Sturmfeder, Louise von (1789–1866), Erzieherin der Kaiser Franz Joseph I. und Maximilian von Mexiko, Hofdame der HabsburgerLouise von Sturmfeder (1789–1866)

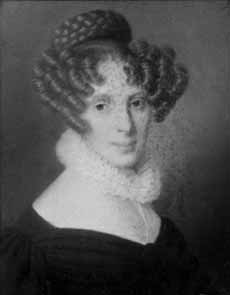
Louise von Sturmfeder (1789–1866)

- Sturmfels, Anna (1883–1967), deutsche Mathematikerin und Lehrerin
- Sturmfels, Bernd (* 1962), deutscher Mathematiker
- Sturmfels, Fritz (1872–1913), deutscher Operettensänger
- Sturmfels, Käthe (1878–1958), deutsche Schriftstellerin
- Sturmfels, Otto (1880–1945), deutscher Politiker (SPD); Landtagsabgeordneter Volksstaat Hessen
- Sturmfels, Wilhelm (1830–1899), Landtagsabgeordneter Großherzogtum Hessen
- Sturmhoefel, Konrad (1858–1916), deutscher Historiker und Pädagoge
- Sturmhöfel, Nahida (1822–1889), deutsche Dichterin
- Sturminger, Michael (* 1963), österreichischer Regisseur und Autor
- Sturmius, Missionar, Gründer und erster Abt des Klosters Fulda
- Sturmius, Achatius (1569–1630), deutscher Jurist
- Sturmius, Hubertus, reformierter Theologe
- Sturmowski, Georg (1923–2017), deutscher Politiker (CDU), MdL
- Sturmthal, Adolf (1903–1986), US-amerikanischer Politologe, Soziologe und Publizist österreichischer Herkunft
- Sturmwaffel (* 1992), deutscher Webvideoproduzent und StreamerSturmwaffel (* 1992)

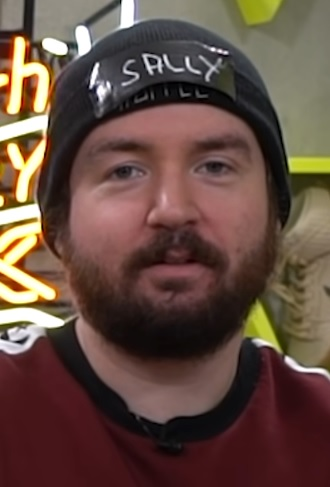
Sturmwaffel (* 1992)

### Sturn
- Stürner, Michael (* 1975), deutscher Jurist und Hochschullehrer an der Universität Konstanz
- Stürner, Rolf (* 1943), deutscher Jurist
- Stürner, Wolfgang (* 1940), deutscher Historiker

### Sturr
- Sturridge, Charles (* 1951), britischer Filmregisseur, Drehbuchautor und Produzent
- Sturridge, Daniel (* 1989), englischer Fußballspieler
- Sturridge, Dean (* 1973), englischer Fußballspieler
- Sturridge, Tom (* 1985), britischer SchauspielerTom Sturridge (* 1985)

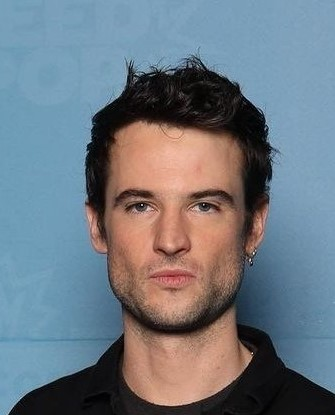
Tom Sturridge (* 1985)

- Sturrock, Jock (1915–1997), australischer Segler
- Sturrock, John (1915–1974), britischer Ruderer
- Sturrock, Paul (* 1956), schottischer Fußballspieler und -trainer
- Sturrup, Chandra (* 1971), bahamaische Sprinterin und Olympiasiegerin

### Sturs
- Stürs, Knut (* 1943), deutscher Eishockeyspieler
- Stursa, Anton (1902–1965), österreichischer Gebrauchsgrafiker, Maler und Amateur-Zauberkünstler
- Štursa, Jan (1880–1925), tschechischer Bildhauer
- Štursa, Ondřej (* 2000), tschechischer Fußballspieler
- Štursa, Vojtěch (* 1995), tschechischer Skispringer
- Stursberg, Ernst Erwin (1908–1971), deutscher Heimatforscher
- Stursberg, Julius (1857–1909), deutscher evangelischer Theologe, Missionar und Leiter der Neukirchener Mission
- Stursberg, Philipp (* 1979), deutscher American-Football-Spieler

### Sturt
- Sturt, Charles (1795–1869), britischer Entdecker
- Sturt, Henry Cecil (1863–1946), englischer Philosoph
- Sturtevant, Alfred (1891–1970), US-amerikanischer Genetiker
- Sturtevant, Elaine (1924–2014), US-amerikanische Künstlerin des Appropriation Art
- Sturtevant, Harwood (1888–1977), US-amerikanischer Priester, Bischof der Episcopal-Kirche in Amerika
- Sturtevant, John (1913–1974), US-amerikanischer Szenenbildner
- Sturtevant, John Cirby (1835–1912), US-amerikanischer Politiker
- Stürtz, Bernhard (1845–1928), deutscher Paläontologe
- Sturtz, Christian David (1753–1834), Jurist, Abgeordneter der Bayerischen Ständekammer
- Stürtz, Emil (* 1892), deutscher Politiker (NSDAP), MdR, GauleiterEmil Stürtz (* 1892)

Emil Stürtz (* 1892)

- Stürtz, Emmerich (1811–1898), deutscher Verwaltungsjurist, Landrat des Kreises Düren
- Sturtz, Georg (1490–1548), deutscher Arzt, Humanist, Hochschullehrer
- Stürtz, Gustav (1915–1992), deutscher Politiker (NPD), MdL
- Stürtz, Heinrich († 1863), preußischer Verwaltungsbeamter, Staatsanwalt, Landrat und Polizeidirektor sowie Richter
- Stürtz, Peter (1947–2005), deutscher Bergrennfahrer und Rennwagenkonstrukteur
- Stürtzel, Konrad († 1509), deutscher Kirchenrechtler, Doktor des Kirchenrechts, Ritter und Hofkanzler Kaiser Maximilians I.
- Sturtzkopf, Bernhard (1900–1972), deutscher Architekt
- Sturtzkopf, Carl (1896–1973), deutscher Pressezeichner und -karikaturist

### Sturu
- Sturua, Surab (* 1959), georgischer Schachspieler

### Stury
- Stury, Max (1869–1946), deutscher Maler und Opernsänger (Bariton)
- Stury, Richard (1859–1928), deutscher Theaterschauspieler, vor allem in Mannheim und München

### Sturz
- Sturz, Dorothee (* 1983), deutsche Synchronsprecherin
- Sturz, Friedrich Wilhelm (1762–1832), deutscher Pädagoge und Klassischer Philologe
- Stürz, Georg (1944–2009), deutscher Fußballspieler
- Stürz, Giulia (* 1993), italienische Skilangläuferin
- Sturz, Helfrich Peter (1736–1779), deutscher Schriftsteller
- Sturz, Johann Jakob (1800–1877), deutscher Bergbauingenieur und Publizist
- Sturz, Rudi (* 1952), deutscher Fußballspieler und -trainer
- Sturza, Ion (* 1960), moldauischer Politiker und Regierungschef der Republik Moldau
- Sturza, Marius (1876–1954), Siebenbürger Mediziner
- Sturzbecher, Dietmar (* 1953), deutscher Soziologe
- Stürzbecher, Manfred (1928–2020), deutscher Medizinhistoriker und Arzt
- Stürzbecher, Ulrike (* 1965), deutsche Schauspielerin und Synchronsprecherin
- Stürzbecher, Wolfgang (* 1962), deutscher Tierfotograf
- Stürze, Horst (1923–2017), deutscher Fußballtrainer
- Stürzebecher, Jörg (1939–2007), deutscher Chemiker
- Stürzebecher, Maria (* 1974), deutsche Kunsthistorikerin, Publizistin und Kuratorin zur jüdischen Kulturgeschichte
- Stürzenacker, August (1871–1951), badischer Architekt und Baubeamter
- Stürzenbecher, Kurt (* 1958), österreichischer Politiker (SPÖ), Landtagsabgeordneter und Gemeinderat
- Sturzenbecher, Philine (* 1981), deutsche Politikerin (SPD), MdHB
- Stürzenberger, Michael (* 1964), deutscher Politiker (Die Freiheit)Michael Stürzenberger (* 1964)

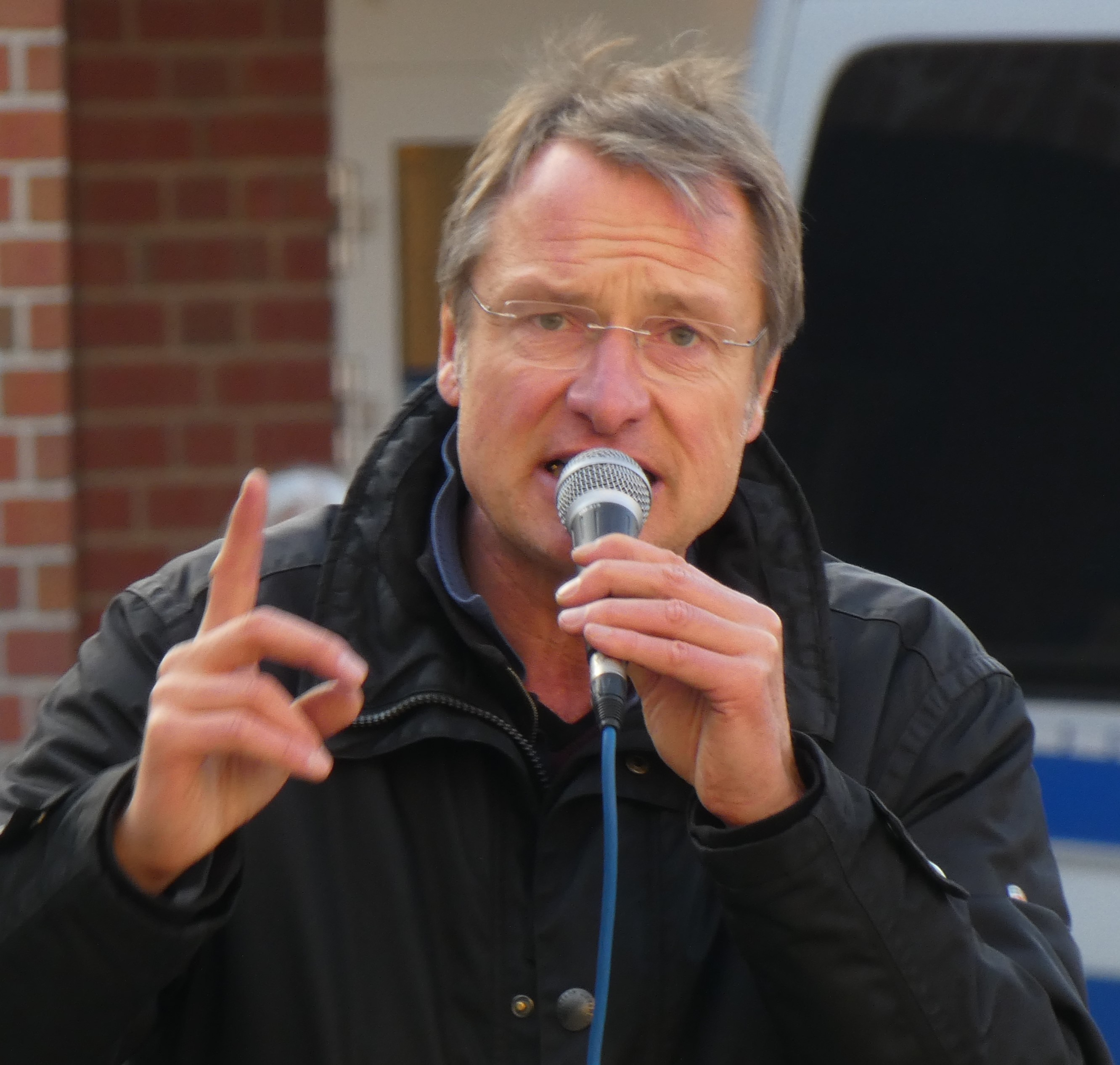
Michael Stürzenberger (* 1964)

- Sturzenegger, Bartholome (1650–1709), Schweizer Politiker
- Sturzenegger, Catharina (1854–1929), Schweizer Journalistin und Schriftstellerin, Mitarbeiterin des Schweizer Roten Kreuzes
- Sturzenegger, Eduard (1854–1932), Schweizer Kunstsammler und Unternehmer
- Sturzenegger, Federico (* 1966), argentinischer Wirtschaftswissenschaftler und Politiker
- Sturzenegger, Hans (1875–1943), Schweizer Maler
- Sturzenegger, Johann Jakob (1836–1893), Schweizer Rideauxfabrikant, Kantonsrat, Regierungsrat und Nationalrat
- Sturzenegger, Johann Ulrich (1785–1842), Schweizer Publizist, Verleger, Redakteur, Buchdrucker und Politiker
- Sturzenegger, Paul (1902–1970), Schweizer Fussballspieler
- Sturzenegger, Richard (1905–1976), Schweizer Musiker, Komponist und Musikpädagoge
- Sturzenegger, Ulrich (1714–1781), Schweizer Unternehmer, Kalendermacher und Kommunalpolitiker
- Sturzenhecker, Benedikt (* 1958), deutscher Erziehungswissenschaftler
- Stürzer, Bonaventura (1848–1930), österreichischer Mönch
- Stürzer, Rudolf (1865–1926), österreichischer Schriftsteller und Journalist
- Stürzinger, Jakob († 1903), Schweizer Romanist und Mediävist
- Stürzinger, Oskar (1920–2011), Schweizer Maschineningenieur und Spezialist für Kryptografie
- Stürzkober, Jürgen (* 1936), deutscher Politiker (FDP)
- Sturzkopf, Franz (1852–1927), deutscher Maler
- Stürzl, Adele (1892–1944), österreichische Politikerin und Widerstandskämpferin
- Stürzl, Michael (* 1960), deutscher Molekular- und Zellbiologe
- Sturzo, Luigi (1871–1959), italienischer Politiker und katholischer PriesterLuigi Sturzo (1871–1959)

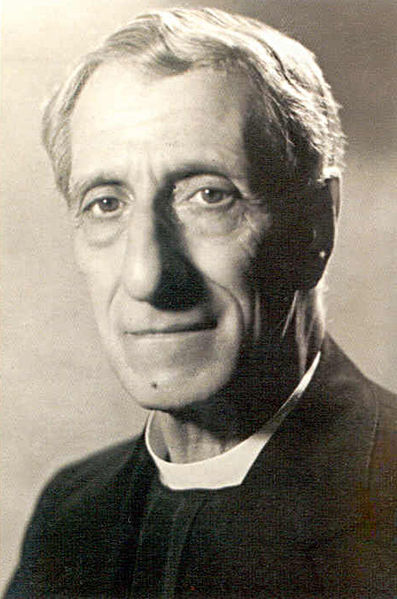
Luigi Sturzo (1871–1959)